# Campeonato de Wimbledon 2007
La 121.ª edición del Campeonato de Wimbledon tuvo lugar en el All England Lawn Tennis and Croquet Club de Londres (Reino Unido) entre el 25 de junio y el 8 de julio de 2007. Por primera vez en la historia, la ganadora del torneo en categoría femenina recibió la misma cantidad monetaria como premio que el ganador en categoría masculina.

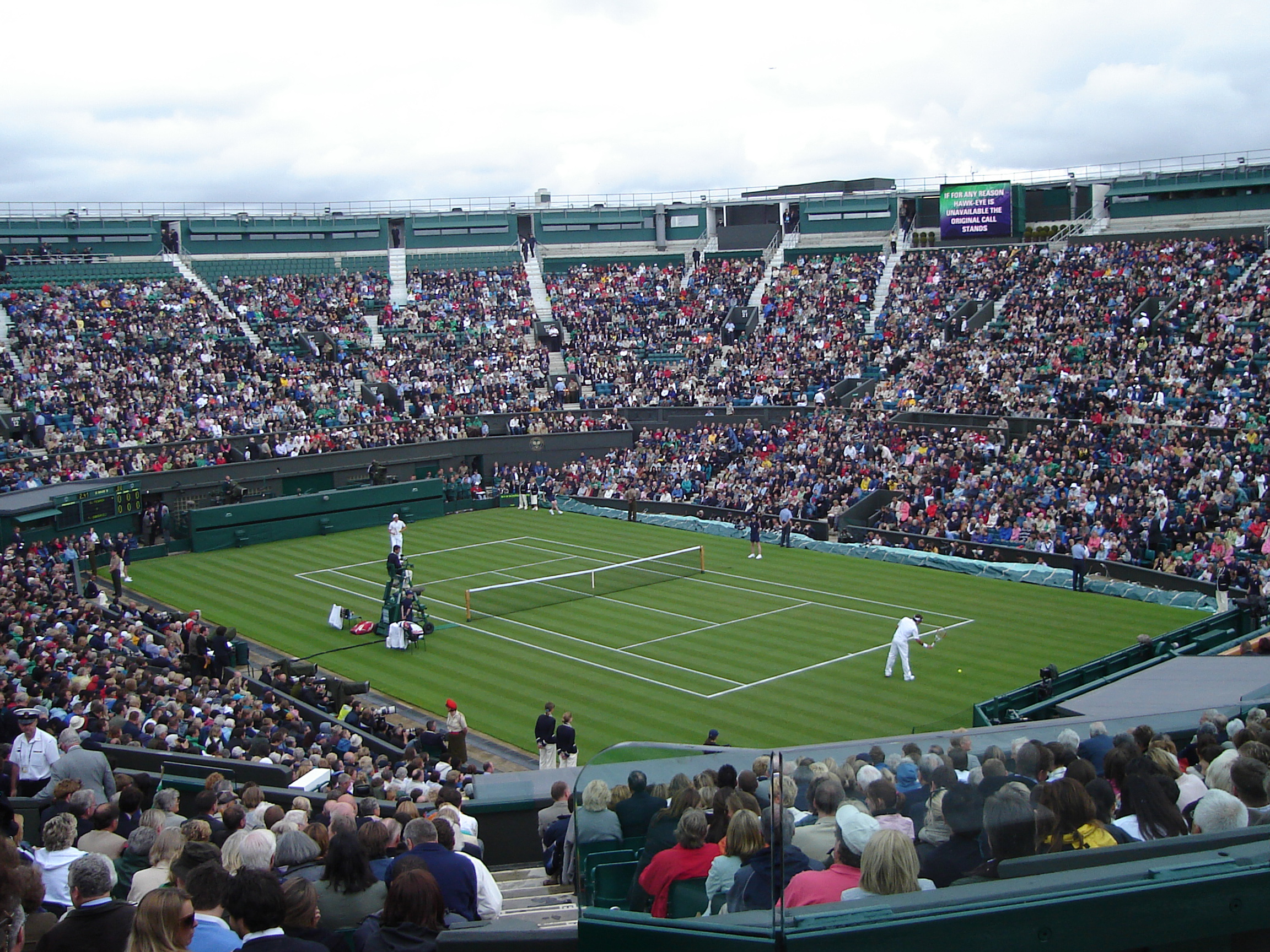
El Court Central sin techo, ya que se encontraba en las primeras etapa de construcción de un techo para la Central.

Además, en esta edición, se dio la circunstancia de que se estaban llevando a cabo los trabajos de remodelación de la Pista Central, con los que se pretendía modernizar esas instalaciones y cubrirla con un techo retráctil.
La final individual masculina enfrentó a los dos mejores tenistas del momento, el suizo Roger Federer y el español Rafael Nadal. Después de 3 horas y 45 minutos de juego (de esta forma se convirtió en la tercera final individual masculina más larga de todos los tiempos), Federer consiguió su quinta victoria en el torneo inglés, igualando el récord de victorias consecutivas (en la era Open) que ostentaba Björn Borg. La final femenina enfrentó a la estadounidense Venus Williams contra la francesa Marion Bartoli, siendo la victoria final para la mayor de las hermanas Williams.

## Hechos reseñables
- En un partido que duró 2 días debido a la lluvia, Tim Henman derrotó a Carlos Moyá en la primera ronda después de haber ido abajo en el marcador por dos set a uno. Finalmente, el choque se resolvió en el 5.º set con un parcial de 13-11 a favor del británico. Henman llegó a disponer de 6 puntos de partido antes de aprovecharse de un doble error de Moyá en el 7.º punto de partido para hacerse con la victoria.
- Juan Carlos Ferrero también remontó su partido contra Jan Hájek, esta vez tras ir perdiendo por dos sets en un partido que también fue suspendido a causa de la lluvia. El partido se resolvió finalmente por 7-5 en el 5.º set.
- Nikolái Davydenko realizó una gran remontada en su partido contra Chris Guccione. El ruso, después de perder los dos primeros sets, acabó llevándose el partido por un 3-6, 5-7, 7-6, 6-4 y 6-2. Esta edición fue especial para Davydenko, ya que alcanzó por primera vez en su carrera la tercera ronda del torneo.
- Janko Tipsarević venció al chileno Fernando González por 6-3, 3-6, 6-3, 4-6 y 8-6, con lo que consiguió avanzar a la cuarta ronda. Tipsarević (64 del mundo) consiguió salvar una bola de partido ante González (cabeza de serie número 5 y 6.º del mundo).
- Martina Hingis tuvo que salvar dos puntos de partido en su enfrentamiento ante la joven británica Naomi Cavaday en su partido de primera ronda. Finalmente, Hingis siguió en el torneo tras vencer por 6-7, 7-5 y 6-0.
- Serena Williams también remontó su partido ante Daniela Hantuchová en cuarta ronda. Williams comenzó a tener calambres en el segundo set cuando el marcador iba 5-5, y sirviendo Hantuchová con 30-15 en su servicio. Después de recibir atención médica, la estadounidense tuvo que jugar la muerte súbita de ese set. Afortunadamente para ella, en ese momento comenzó a llover y el juego estuvo parado durante casi dos horas. Cuando el tiempo lo permitió, las jugadoras terminaron el juego de desempate, llevándose finalmente Hantuchová la segunda manga del partido. En el último set, Williams empezó vacilante pero poco a poco fue recuperándose, para acabar ganando el encuentro por 6-2, 6-7, 6-2.
- Venus Williams estaba prácticamente eliminada en su partido contra Alla Kudryavtseva de primera ronda, aunque finalmente remontó el resultado para imponerse por 2-6, 6-3 y 7-5. Lo mismo hizo en su partido de tercera ronda ante la japonesa Akiko Morigami, a quien remontó el partido y consiguió vencer por 6-2, 3-6, 7-5.
- Nicole Vaidišová eliminó a la defensora del título, la francesa Amélie Mauresmo, en la cuarta ronda del torneo y llegó por primera vez a los cuartos de final. Después de ganar el primer set en la muerte súbita y perder el segundo, Vaidišová se recuperó, y ganó el tercer set por 6-1.
- Marion Bartoli eliminó a la número 1 del mundo y gran favorita al título, la belga Justine Henin, en semifinales, después de perder el primer set por 6-1 y de estar un break abajo en el segundo. Consiguió ganar el tercer set por 6-1.
- Ai Sugiyama y Katarina Srebotnik ganaron a las cabezas de serie Lisa Raymond y Samantha Stosur por 1-6, 6-3 y 6-2 después de ir perdiendo por 6-1 y 3-0 en la semifinal de dobles femenina. Esta fue la primera final para Srebotnik y la quinta para Sugiyama.

## Premio monetario
El 24 de abril de 2007, la organización del torneo anunciaba que el dinero del premio aumentaría a 700.000£ (US$1,4 millones) para los campeones individuales masculinos y femeninos. El fondo de premios total fue de 11.282.710£ - el más alto que ha ofrecido jamás un torneo de tenis.
El Campeonato de Wimbledon adoptó también en este año la tecnología Ojo de Halcón tanto en la Pista Central como en la número Uno. El sistema de Cyclops se mantuvo y se utilizó en otras pistas.

## Día a Día

### Día 1 (Lunes)
La lluvia hizo aparición pronto en el torneo y este día canceló la mayor parte de los partidos programados. Sin embargo, tanto Roger Federer como Justine Henin, primeros cabezas de serie individuales, se deshicieron de sus adversarios rápidamente y antes de que el agua les alcanzara. Jan Hájek y Juan Carlos Ferrero se vieron obligados a abandonar la pista debido a la meteorología cuando el partido estaba en el 3.º set. En categoría masculina, Philipp Kohlschreiber se convertía en el primer cabeza de serie eliminado del campeonato. Mientras tanto, en categoría femenina, Martina Hingis y Patty Schnyder conseguían alcanzar la segunda ronda después de pasar algunos apuros, mientras que Serena Williams, Marion Bartoli y Shahar Pe'er ganaban sus choques sin grandes problemas.
- Cabezas de serie eliminados: Philipp Kohlschreiber (27).

### Día 2 (Martes)
Este segundo día de torneo, favoritos como Jelena Janković, María Sharápova, Amélie Mauresmo, Daniela Hantuchová, Novak Đoković, James Blake o Rafael Nadal ganaron sus partidos con facilidad. Sin embargo, Venus Williams tuvo que sudar para vencer a la jugadora rusa Alla Kudryavtseva, a la que finalmente doblegó por 2-6, 6-3 y 7-5.
- Cabezas de serie eliminados: Carlos Moyá (25), Filippo Volandri (30), Dominik Hrbatý (31), Juan Mónaco (32) y Olga Poutchkova (30).

### Día 3 (Miércoles)
Andy Roddick y Richard Gasquet avanzaron hacia la tercera ronda tras ganar sus partidos. Justine Henin, Ana Ivanović, Martina Hingis y Serena Williams también vencieron a sus oponentes sin demasiada dificultad. Desafortunadamente, la lluvia volvió a visitar el torneo por lo que la mayoría de los partidos de la tarde fueron aplazados.
- Cabezas de serie eliminados: Sybille Bammer (20), Anabel Medina (22) y Samantha Stosur (27).

### Día 4 (Jueves)
Dinara Sáfina (13) y Tommy Robredo (11) fueron eliminados del torneo tras perder sus partidos de 2.ª ronda. Sin embargo, otros cabeza de serie como Ana Ivanović, Yelena Dementieva, Roger Federer y Marat Safin cumplieron con su trabajo y avanzaron hasta la tercera ronda. En dobles, la pareja formada por Serena y Venus Williams retornó a la competición venciendo a Anne Keothavong y Claire Curran en la primera ronda.
- Cabezas de serie eliminados: Tommy Robredo (11), David Ferrer (17), Juan Ignacio Chela (24), Agustín Calleri (29), Dinara Sáfina (13), Tatiana Golovin (17), Tathiana Garbin (21), Francesca Schiavone (29) y Martina Müller (32).

### Día 5 (Viernes)
En una jornada que también sufrió demoras por la lluvia, Justine Henin, Jelena Janković y Patty Schnyder vencieron rápidamente sus partidos para pasar a la siguiente ronda. Por el contrario, Anna Chakvetadze o Fernando González pasaron a engrosar la lista de cabezas de serie eliminados.
- Cabezas de serie eliminados: Fernando González (5), James Blake (9), Ivan Ljubičić (15), Dmitri Tursúnov (21), Marat Safin (26), Anna Chakvetadze (8), Martina Hingis (9), Shahar Pe'er (16), Katarina Srebotnik (19), Alona Bondarenko (24) y Lucie Šafárová (25).

### Día 6 (Sábado)
El torneo sufrió interrupciones continuas a causa de la lluvia, siendo Amélie Mauresmo y María Sharápova las únicas jugadores que completaron (y ganaron) sus partidos. Los partidos de la tarde también fueron aplazados por la lluvia.
- Cabezas de serie eliminados: Ai Sugiyama (26) y Mara Santangelo (28).

### Jornada de descanso (Domingo)
Una lesión obliga al jugador alemán Tommy Haas a retirarse del torneo.
- Cabezas de serie eliminados: Tommy Haas (13).

### Día 7 (Lunes)
En otra jornada marcada por la lluvia caída, Justine Henin venció su encuentro ante Patty Schnyder y alcanzó los cuartos de final, mientras que la sorpresa de la jornada la protagonizó la rusa Yelena Dementieva, quien perdió ante la jugadora austríaca Tamira Paszek. También en categoría femenina, Svetlana Kuznetsova se deshizo de la polaca Agnieszka Radwańska, quien unos días antes había hecho buena cuenta de la cabeza de serie Martina Müller. Mientras tanto, en el partido más intenso de la jornada, Serena Williams ganó a Daniela Hantuchová tras superar un problema físico que le hizo perder el segundo set en el tie break y sufrir una parada de su partido por culpa de la lluvia.
- Cabezas de serie eliminados: Jarkko Nieminen (18), David Nalbandian (23), Daniela Hantuchová (10), Yelena Dementieva (12) y Patty Schnyder (15).

### Día 8 (Martes)
La mayoría de los partidos de cuarta ronda en categoría femenina fueron suspendidos por la lluvia. Sin embargo, Svetlana Kuznetsova tuvo tiempo para terminar (y vencer) su partido ante Tamira Paszek; la tercera cabeza de serie, la serbia Jelena Janković perdió ante la francesa Marion Bartoli y la vigente campeona y cuarta cabeza de serie, la francesa Amélie Mauresmo cayó ante Nicole Vaidišová.
- Cabezas de serie eliminados: Guillermo Cañas (22), Jelena Janković (3), Amélie Mauresmo (4) y Nadia Petrova (11).

### Día 9 (Miércoles)
Rafael Nadal por fin consiguió terminar, con victoria, el partido que comenzó el sábado contra el sueco Robin Söderling. Otros vencedores del día fueron Novak Đoković y Andy Roddick. Richard Gasquet ganó su partido contra su compatriota Jo-Wilfried Tsonga. En categoría femenina, María Sharápova perdió ante Venus Williams en dos sets (6-1, 6-3). Mientras tanto, Justine Henin y Marion Bartoli se convirtieron en las primeras semifinalistas del torneo. En dobles, el enfrentamiento entre la pareja brasileña formada por André Sá y Marcelo Melo, y la pareja Paul Hanley-Kevin Ullyett dejó dos récords en el torneo: el de mayor número de juegos en un solo partido (102) y el de quinto set más largo de la historia (28-26). Además, fue el segundo partido más largo en la historia del torneo, durando 5 horas y 58 minutos. La victoria final fue para la pareja brasileña.
- Cabezas de serie eliminados: Robin Söderling (28), María Sharápova (2), Serena Williams (7) y Michaëlla Krajicek (31).

### Día 10 (Jueves)
Venus Williams se convirtió en la tercera semifinalista del torneo al vencer a Svetlana Kuznetsova, mientras que Ana Ivanović consiguió llegar por primera vez a la semifinal del torneo londinense tras deshacerse de Nicole Vaidišová, y después de levantar tres puntos de partido en el último set. En el cuadro masculino, Novak Đoković, Marcos Baghdatis, Tomáš Berdych y Rafael Nadal consiguieron clasificarse para cuartos de final. Nadal tuvo que disputar otro partido a 5 sets, aunque esta vez lo disputó en la misma jornada, y sin interrupciones por la lluvia.
- Cabezas de serie eliminados: Nikolái Davydenko (6), Mijaíl Yuzhny (14), Lleyton Hewitt (16), Jonas Björkman (19), Svetlana Kuznetsova (5), Nicole Vaidišová (14).

### Día 11 (Viernes)
Rafael Nadal se convirtió en el primer semifinalista, seguido posteriormente por el defensor del título, Roger Federer, y por el cuarto cabeza de serie, Novak Đoković. En el último partido de cuartos de final, Richard Gasquet eliminó al tercer cabeza de serie, el estadounidense Andy Roddick, después de perder los dos primeros sets. Por su parte, Venus Williams se convirtió en la primera finalista femenina, poco antes de que la francesa Marion Bartoli diera la gran sorpresa del torneo al eliminar a la primera cabeza de serie y gran favorita al título, la belga Justine Henin.
- Cabezas de serie eliminados: Andy Roddick (3), Tomáš Berdych (7), Marcos Baghdatis (10), Juan Carlos Ferrero (20), Justine Henin (1), Ana Ivanović (6).

### Día 12 (Sábado)
En categoría masculina, los dos primeros cabezas de serie, Roger Federer y Rafael Nadal, se convirtieron en los finalistas del torneo, repitiendo así la final de la edición anterior. Federer ganó en tres sets al francés Richard Gasquet, mientras que Nadal se aprovechó de los problemas en un pie del serbio Novak Đoković y que le obligaron a abandonar el partido cuando el partido iba empatado a un set.
En categoría femenina, Venus Williams, cabeza de serie número 23, logró levantar por cuarta vez el trofeo de campeona del torneo más prestigioso sobre hierba tras ganar a la francesa Marion Bartoli en dos sets (6-4, 6-1).
- Cabezas de serie eliminados: Novak Đoković (3), Richard Gasquet (12) y Marion Bartoli (18).

### Día 13 (Domingo)
Roger Federer consiguió ganar su quinto torneo de Wimbledon consecutivo, tras batallar durante 5 sets y casi cuatro horas contra el español Rafael Nadal. La, hasta ese momento, clara supremacía de Federer sobre la hierba tuvo un serio reto ante Nadal y la victoria no fue tan clara como se esperaba antes del encuentro. Pero Federer consiguió ganar los tie-breaks del primer y del tercer set, y levantó cuatro puntos de ruptura en el último para hacerse con la victoria e igualar el récord de victorias consecutivas que hasta ese momento ostentaba en solitario el legendario Björn Borg.
En dobles, la pareja Arnaud Clément/ Michaël Llodra ganó al doble formado por los hermanos estadounidenses Bob Bryan/Mike Bryan, primeros cabezas de serie; mientras que en el cuadro femenino, la pareja Cara Black/Liezel Huber ganó al dúo Katarina Srebotnik/Ai Sugiyama.
En el torneo mixto, Jamie Murray se convirtió en el primer jugador británico en ganar el torneo en categoría senior en los últimos 20 años, al ganar junto a la serbia Jelena Janković a la pareja Jonas Björkman/Alicia Molik.
- Cabezas de serie eliminados: Rafael Nadal (2).

## Resultados del torneo
| Seniors Individuales Masculinas Artículos principales: Campeonato de Wimbledon 2007 Individuales Masculinos y Final del individual masculino del Campeonato de Wimbledon 2007 . Roger Federer se convirtió en el quinto jugador en la historia (el segundo en la era Open) y el primero desde Björn Borg (1976-1980) en ganar cinco veces seguidas en Wimbledon. El suizo derrotó a Rafael Nadal por 7-6(7), 4-6, 7-6(3), 2-6 y 6-2 en un encuentro vibrante y que pudo caer del lado de cualquiera de ellos. A pesar de que el suizo era favorito, el español le plantó cara y llevó el choque hasta un quinto set en el que no pudo con la poderosa muñeca de Federer, cediendo dos de sus saques. La final ha sido catalogada por muchos medios de comunicación y prensa especializada como una de las mejores finales que se recuerdan. Individuales Femeninas Artículo principal: Campeonato de Wimbledon 2007 Individuales Femeninas Venus Williams ganó su cuarto torneo de Wimbledon, venciendo en la final a la francesa Marion Bartoli por 6-4 y 6-1. Venus Williams suma ya, a sus 27 años, su sexto título de Grand Slam . Dobles Masculinos Artículos principales: Anexo:Campeonato de Wimbledon 2007 (dobles masculino) y Campeonato de Wimbledon 2007 - Dobles masculinos . Dobles Femeninas Artículo principal: Campeonato de Wimbledon 2007 Dobles Femeninas Dobles Mixtos Artículo principal: Campeonato de Wimbledon 2007 Dobles Mixtos Júniors Individuales Júniors Masculinos Artículo principal: Campeonato de Wimbledon 2007 Individuales Júniors Masculinos Individuales Júniors Femeninas Artículo principal: Campeonato de Wimbledon 2007 Individuales Júniors Femeninas Dobles Júniors Masculinos Artículo principal: Campeonato de Wimbledon 2007 Individuales Dobles Júniors Masculinos Dobles Júniors Femeninas Artículo principal: Campeonato de Wimbledon 2007 Dobles Júniors Femeninas |

## Cabezas de serie
Se clasificaron los siguientes cabezas de serie:.
| 1. Roger Federer (defensor del título) 2. Rafael Nadal 3. Andy Roddick 4. Novak Đjoković 5. Fernando González 6. Nikolái Davydenko 7. Tomáš Berdych 8. Andy Murray (se retiró el 24 de junio debido a lesión de la muñeca) 9. James Blake 10. Marcos Baghdatis 11. Tommy Robredo 12. Richard Gasquet 13. Tommy Haas 14. Mijaíl Yuzhny 15. Ivan Ljubičić 16. Lleyton Hewitt 17. David Ferrer 18. Jarkko Nieminen 19. Jonas Björkman 20. Juan Carlos Ferrero 21. Dmitri Tursúnov 22. Guillermo Cañas 23. David Nalbandian 24. Juan Ignacio Chela 25. Carlos Moyá 26. Marat Safin 27. Philipp Kohlschreiber 28. Robin Söderling 29. Agustín Calleri 30. Filippo Volandri 31. Dominik Hrbatý 32. Juan Mónaco | 1. Justine Henin 2. María Sharápova 3. Jelena Janković 4. Amélie Mauresmo (defensora del título) 5. Svetlana Kuznetsova 6. Ana Ivanović 7. Serena Williams 8. Anna Chakvetadze 9. Martina Hingis 10. Daniela Hantuchová 11. Nadia Petrova 12. Yelena Dementieva 13. Dinara Sáfina 14. Nicole Vaidišová 15. Patty Schnyder 16. Shahar Pe'er 17. Tatiana Golovin 18. Marion Bartoli 19. Katarina Srebotnik 20. Sybille Bammer 21. Tathiana Garbin 22. Anabel Medina 23. Venus Williams 24. Alona Bondarenko 25. Lucie Šafárová 26. Ai Sugiyama 27. Samantha Stosur 28. Mara Santangelo 29. Francesca Schiavone 30. Olga Poutchkova 31. Michaëlla Krajicek 32. Martina Müller |

## Cobertura de medios de comunicación
| - Alemania - DSF, Premiere - Bélgica - VRT, RTL-TVI - Bosnia-Herzegovina - OBN - Bulgaria - Diema Vision Plc - Croacia - HRT TV - Dinamarca - TV 2 Sport - Eslovenia - RTV - España - Canal+ (Sogecable) - Finlandia - MTV3, MTV3 MAX - Francia - Canal+ (Sport Plus) - Georgia - Channel 1 - Grecia - Supersport (Intervision) - Holanda - RTL 7 - Hungría - Sport 1 - Irlanda - TG4 - Italia - Sky Sports - República de Macedonia - MKRTV - Malta - Melita Cable - Montenegro - TVCG - Noruega - NRK, Sport Expressen - Polonia - Polsat - Portugal - Sport TV - Reino Unido - BBC - República Checa - CT4 - Rumanía - Sport.Ro - Rusia - NTV Plus - Serbia - RTS, Sport Klub, TV Koha - Suecia - Sport Expressen - Suiza - SRG/SSR TV - Turquía - Media Eye | - Australia - Nine Network, Fox Sports (Fox Sports 1, Fox Sports 2) - Brasil - Globosat - Canadá - Global, TSN, RDS - Estados Unidos - ESPN (ESPN2), NBC Sports, Tapesh - Fiyi - Fiji TV - Irán - IRIB - Israel - Sport 5 (including Sport 5+ and Sport 5+ Live) - Japón - NHK, Gaora - Nueva Zelanda - SKY Network, Prime - Sudáfrica - Supersport - Asia - ESPN Star Sports, BBTV Thailand - Latinoamérica - ESPN Sur, ESPN Dos - Oriente Medio - ART |